# Eagle Records
Eagle Records es un sello discográfico independiente fundado en el Reino Unido como una división de Eagle Rock Entertainment, enfocado en los subgéneros hard rock, heavy metal, blues rock, blues y rock, entre otros. Junto con Armoury Records están encargados de la producción de registros de audios de la compañía inglesa.

## Historia
Luego que en 1997 los exproductores de Castle Comunications Terry Shand, Geoff Kempin y Julian Paul fundaran la compañía independiente Eagle Rock Entertainment, decidieron crear la división de producción de audio en abril del mismo año siendo Eagle Reords el primero de los dos sellos. Principalmente sus lanzamientos abarcan álbumes en directos, recopilatorios y remasterizaciones de antiguos álbumes de estudio de grandes artistas de todos los tiempos y de diversos géneros musicales.
Desde sus inicios la directora general para el Reino Unido ha sido la exmánager de Van Halen, Lindsay Brown, mientras que para el mercado estadounidense es Mike Carden exgerente de CMC International.

## Lista de artistas
A continuación una lista de algunos artistas o bandas que han sido o son parte del sello:
| - Alexander O'Neal - Alice Cooper - Barry White - Candy Dulfer - Conspiracy - Deep Purple - Dio - Doug Aldrich - Eddie Harvin - Eric Dover | - Gary Moore - Gary Numan - George Thorogood - Han Van Hickle - Hot Tuna - Jeff Healey - Jethro Tull - John Mayall - John Power - John Wetton | - John Anderson - Martin Barre - Nazareth - New Model Army - Phoebe Snow - The Mission - ZZ Top |